# I'LL BE THERE FOR YOU (ICHIKOの曲)
「I'LL BE THERE FOR YOU」（アイル・ビー・ゼア・フォー・ユー）は、ICHIKOの7作目のシングル。2012年2月1日に日本コロムビアから発売された。

## 概要
- シングルとしては前作「YOU'RE THE ONE」から約4年ぶりのリリース。
- 前作同様『ゼロの使い魔』のタイアップであり、表題曲「I'LL BE THERE FOR YOU」は、テレビアニメ『ゼロの使い魔F』のオープニングテーマである。
- CDに特典DVDが付属した初回限定盤もリリースされた。
- CDジャケットには、ルイズ・フランソワーズ・ル・ブラン・ド・ラ・ヴァリエールが描かれている。 通常盤と初回限定盤でジャケットイラストが異なる。

## 収録曲
1. I'LL BE THERE FOR YOU
  - 作詞：森由里子、作曲：岩崎貴文
  - テレビアニメ『ゼロの使い魔F』オープニングテーマ
2. Endless Romance
  - 作詞：村井大、作曲：鈴木盛広
3. YOU'RE THE ONE（オリジナル・カラオケ）
4. Sweet Angel（オリジナル・カラオケ）